# Henryk Majewski (minister)
Henryk Józef Majewski (ur. 2 grudnia 1951 w Gdańsku) – polski polityk, inżynier, nauczyciel akademicki i działacz sportowy, uczestnik opozycji antykomunistycznej w okresie PRL, w 1991 minister spraw wewnętrznych.

## Życiorys
Absolwent Wydziału Mechanicznego Technologicznego Politechniki Gdańskiej oraz studiów podyplomowych w Szkole Głównej Handlowej w Warszawie. Studiował także fizykę na Uniwersytecie Gdańskim. Doktoryzował się w 1985 na Politechnice Gdańskiej. Od połowy lat 70. do drugiej połowy lat 90. był pracownikiem naukowym tej uczelni.
W 1980 wstąpił do NSZZ „Solidarność”, zajmował się m.in. gromadzeniem materiałów dotyczących wydarzeń grudniowych z 1970. Po wprowadzeniu stanu wojennego współpracował z prasą podziemną. W styczniu 1984 aresztowany z przyczyn politycznych, zwolniony w lipcu tegoż roku na mocy amnestii.
W październiku 1990 został pierwszym w kraju cywilnym zastępcą komendanta wojewódzkiego Policji (w Gdańsku). Od stycznia do grudnia 1991 sprawował urząd ministra spraw wewnętrznych w rządzie Jana Krzysztofa Bieleckiego. Po odejściu z rządu do 1993 ponownie pełnił poprzednią funkcję w strukturze Policji. Działał następnie w Unii Wolności.
Od 1998 do 2002 zajmował stanowisko prezesa klubu sportowego GKS Wybrzeże Gdańsk. W 2004 Henryk Majewski był tymczasowo aresztowany przez sześć miesięcy pod zarzutem defraudacji około 2 milionów złotych na szkodę tego klubu. Ostatecznie w 2011 został uniewinniony w postępowaniu sądowym od zarzutu popełnienia tego czynu.

## Odznaczenia
Odznaczony Krzyżem Kawalerskim (2010) i Komandorskim (2015) Orderu Odrodzenia Polski.